# Ti Beta-C
Ti Beta-C是一种钛合金材料，最初于1960年代被 Titanium Engineers Inc.和Titanium Engineers Ltd.两家英国公司注册为商标。

## 化学组成
Ti Beta-C的化学组成为：Ti-3Al-8V-6Cr-4Zr-4Mo

## 用途
其主要用途可用于海军舰艇部件，起落架部件，烃类生产、开采，高档自行车部件等。
加工产品：各种锻造和机加工部件；
轧机产品形式：锭，坯，管材（无缝管），线材。